# Bonviso Bonvisi
Bonviso Bonvisi (Lucca, 7 de julho de 1551 - Bari, 1º de setembro de 1603) foi um cardeal do século XVII

## Biografia
Nasceu em Lucca em 7 de julho de 1551. De uma família antiga e nobre. Filho de Benedeto Bonvisi. Ele tinha um irmão, Antônio. Seu primeiro nome também está listado como Bonvisio; e seu sobrenome como Buonvisi. Parente dos cardeais Girolamo Buonvisi (1657) e Francesco Buonvisi (1681).
Estudou Direito em Lucca.
Referendário dos Tribunais da Assinatura Apostólica de Justiça e de Graça. Governador de Civittavecchia, 11 de janeiro de 1588; novamente, 9 de janeiro de 1591; e novamente, 9 de julho de 1595. Clérigo da Câmara Apostólica, ca. 1591; mais tarde, auditor. Governador de Viterbo, 2 de outubro de 1596. Vice-legado na província do Patrimônio. Comissário-geral do exército papal na Hungria.
Criado cardeal diácono no consistório de 3 de março de 1599; recebeu o chapéu vermelho e a diaconaria de Ss. Vito e Modesto, 17 de março de 1599. Optou pela ordem dos cardeais sacerdotes e pelo título de S. Biagio all'Anello, 5 de julho de 1599.
Eleito arcebispo de Bari em 18 de março de 1602. Consagrado em 21 de abril de 1602, na Capela Sistina, em Roma, pelo Papa Clemente VIII auxiliado pelo Cardeal Camillo Borghese e pelo Cardeal Alfonso Visconti. O cardeal Roberto Bellarmino, SJ, arcebispo de Cápua, foi consagrado na mesma cerimônia.
Morreu em Bari em 1º de setembro de 1603. Transferido para Lucca e sepultado no túmulo dos seus antepassados na basílica de S. Frediano